# Морські шмарклі

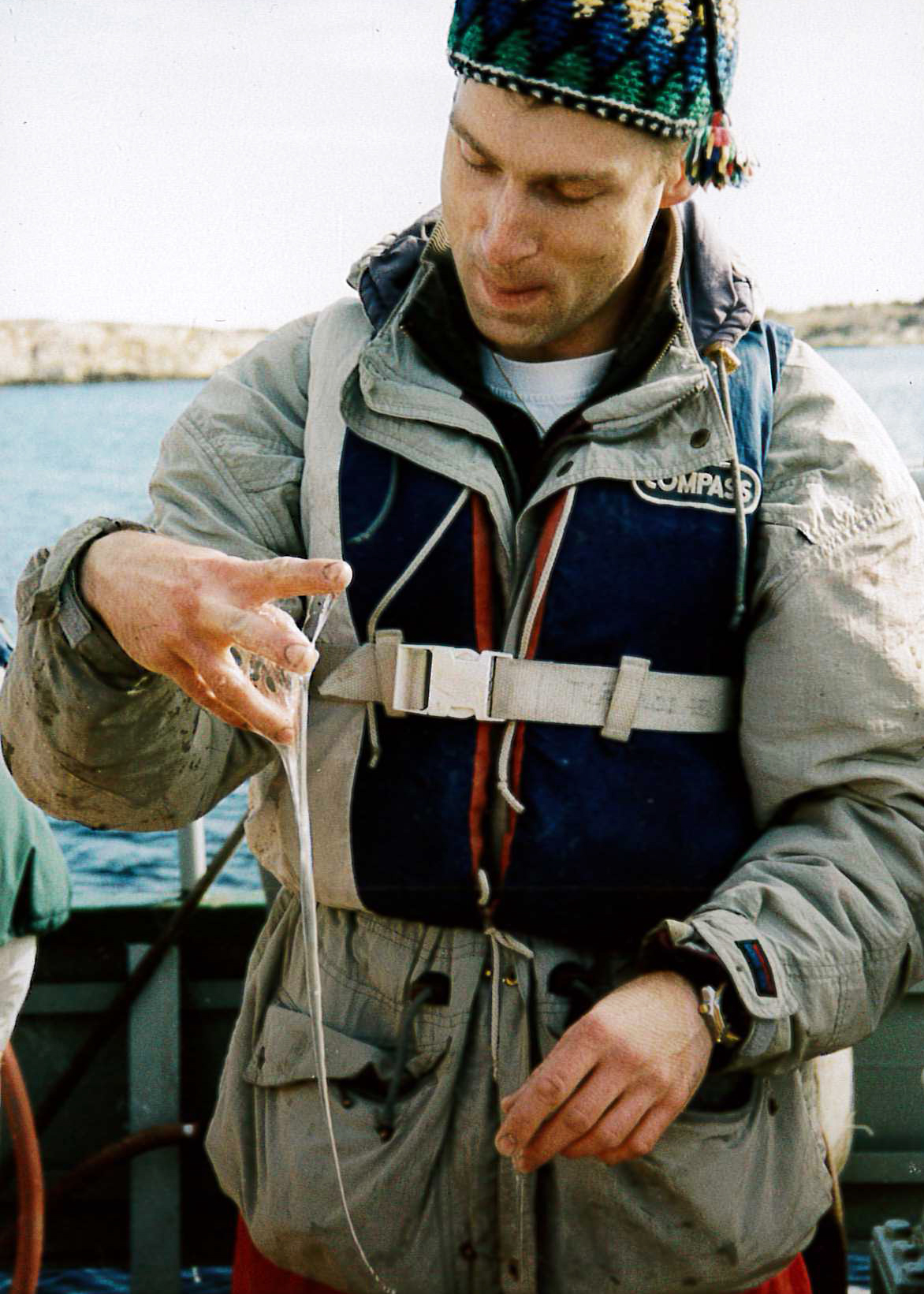
Морські шмарклі

Морські шмарклі або морський слиз — скупечення слизоподібного органічного вмісту в морі. Густа, драглиста речовина є здебільшого нешкідливою, втім може приваблювати вірусів та бактерій (зокрема — кишкову паличку), а також може стати завісою, що придушує морське життя на глибині. Морські шмарклі можна часто спостерігати в Середземному, а віднедавна — і в Мармуровому морі.